# Joep van Lieshout

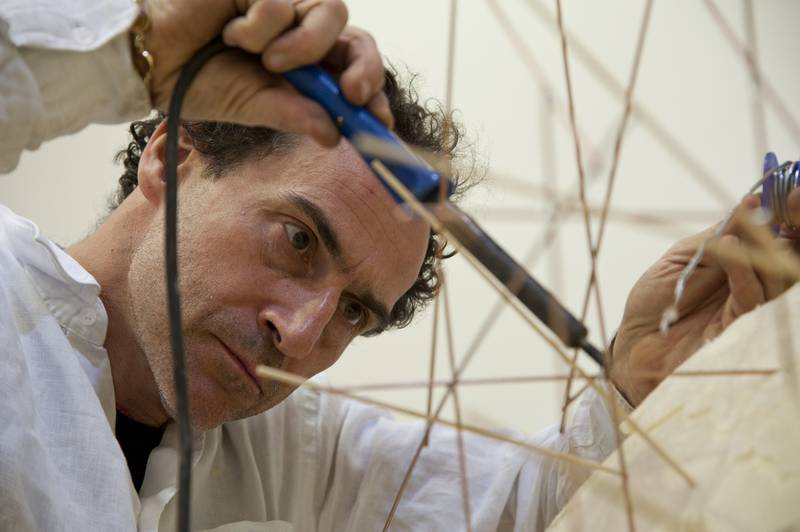
Joep van Lieshout, vor 2015

Joep van Lieshout (eigentlich Johannes Petrus Antonius van Lieshout; * 28. September 1963 in Ravenstein, Provinz Noord-Brabant) ist ein niederländischer Plastiker und Objektkünstler, dessen Werk auf der Grenze zwischen Kunst, Handwerk, Architektur, Design und Überlebenskunst anzusiedeln ist. Joep van Lieshout arbeitet seit 1995 mit seinem Team Atelier van Lieshout.

## Leben und Werk
Johannes van Lieshout hat seine Schulzeit in Ravenstein und Oss verlebt. Er studierte von 1980 bis 1985 an der Willem de Kooning Academie in Rotterdam. Von 1985 bis 1987 bekam van Lieshout einen Arbeitsraum in Ateliers ‘63 in Haarlem und schloss dort eine postakademische Ausbildung an. Er begann dort mit Polyester zu arbeiten. Das Jahr 1987 verbrachte er in der Villa Arson in Nizza.
Joep van Lieshouts Werk hat einen praktischen Zweck. Seine Skulpturen sind Schränke, Tische, Küchenmöbel, Toiletten, Bars und vieles mehr. Seine Produktionsweise ist effizient und für die industrielle Massenproduktion geeignet. Die Auflage der Objekte ist unbegrenzt. Kunststoff in auffallenden Farben ist zum Markenzeichen des Ateliers van Lieshout geworden.
Freiheit, Essen und Sex sind wichtige Themen in van Lieshouts Leben. Sex ist ein immer wiederkehrendes Thema in seinem Gesamtwerk. Mit dem Bais-ô-Drôme (1995) wurde eine mobile Einheit für Entspannung, Spaß und Sex geschaffen. Ein Zimmer im Lloyd Hotel in Amsterdam versah er mit einem für Gruppensex geeigneten Bett und ein Hotelzimmer in Tokyo richtete er mit je einer weiblichen und männlichen Figur mit enormen Geschlechtsteilen ein.

## Möbel
Im Laufe der 1980er Jahre bedient sich Joep van Lieshout stets mehr einer Formensprache, die aus dem Möbeldesign stammt. Die Collectie 1989, die hauptsächlich aus Bücherregalen und Tischen besteht, hat er in mehreren Museen und Galerien ausgestellt. Er gebraucht Standardmaße. Die Objekte sind keine Einzelstücke, sondern können bei Bedarf in Auftrag gegeben werden.
Möbel sind für ihn Objekte, die mit Sex, Gewalt, Politik, Verrücktheit und abweichendem Verhalten kombiniert werden können. Er selbst definiert sich als Künstler, sagt jedoch: „Es ist viel einfacher Möbel zu verkaufen als Kunst, auch wenn die Preise fast identisch sind“.

## Nachbildungen von Organen
1992 fand im Museum Boijmans Van Beuningen die Ausstellung Bioprick statt. Eines der dort ausgestellten Werke ist Kut/Vagina. Die Buchstaben „Kut“ wurden großformatig an der Wand angebracht. Biopik/Biopenis ist eine ca. 2 Meter große, gelbe Skulptur aus Polyester, die eher an einen überdimensionalen Dildo denken lässt, als an einen organischen, erigierten Penis. Das Material ist glattpoliert und leicht. Die niederländischen Worte Kut und Pik stammen ursprünglich aus der Vulgärsprache und können daher im Kontext einer Museumsausstellung zur Provokation des Betrachters geeignet sein.
Weitere Phallus-Formen und andere Nachbildungen von menschlichen Organen (Herz, Rektum, Gehirn, Leber, weibliche und männliche Geschlechtsorgane) wurden später vom Atelier van Lieshout produziert. Beispiele dafür sind die Werke Penis (2003), Wombhouse (2004) und Bar Rectum (2005).

## Atelier van Lieshout
1994 stattete Joep van Lieshout das von dem Architekten Rem Koolhaas entworfene Lille Grand Palais in Frankreich mit sanitären Anlagen, Bars und Empfangstheken aus. Dieser Großauftrag lieferte die finanziellen Mittel für die Gründung des Atelier van Lieshout im Jahre 1995. Seit 1995 arbeitet Joep van Lieshout unter dem Namen Atelier van Lieshout. Zum einen, um den Aspekt der Zusammenarbeit mit seinem Team zu dokumentieren, zum anderen, um Kunden entgegenzukommen, die es vorziehen, mit einer Firma statt mit einer einzelnen Künstlerperson Geschäfte zu machen.
Joep van Lieshout hat ein großes Grundstück am Rande eines Rotterdamer Industriegebiets erworben und ist der Direktor des Atelier van Lieshout. Für ihn arbeiten ein Geschäftsführer, ein Vertriebsleiter, Angestellte für die Öffentlichkeitsarbeit, und mehr als zehn Mitarbeiter, die in Vollzeitarbeit seine Entwürfe realisieren. Joep van Lieshout hingegen zieht es oft vor, in Ruhe zu arbeiten, zu zeichnen und neue Ideen zu entwickeln. Container und verschiedenartige Objekte stehen auf dem Gelände, die als Aufenthalts-, Arbeits- und Privaträume dienen. Das Hauptgebäude ist eine 15 Meter hohe Halle, in der die Werke produziert werden.
Bekannte Werke, die unter dem Namen Atelier van Lieshout veröffentlicht wurden, sind AVL-Ville, A-Portable, Sportopia, Bonnefantopia, Slave City und die international ausgestellten Mobile Homes.

## vanlieshoutvanlieshout
2009 fand in der Kunsthal KAdE in Amersfoort die Ausstellung vanlieshoutvanlieshout statt, auf der die Künstler Joep van Lieshout (* 1963), Dirk van Lieshout (* 1973), Erik van Lieshout (* 1968), Lotje van Lieshout (* 1980) und Lotte van Lieshout (* 1978) gemeinsam ausstellten. Eine familiäre Verbindung besteht nur zwischen den Brüdern Erik und Dirk van Lieshout.

## Auszeichnungen
- 1992: Prix de Rome für Bildhauerei